# Hygienekontrolleur
Hygienekontrolleure und Gesundheitsaufseher arbeiten hauptsächlich in den Behörden des öffentlichen Gesundheitswesens (z. B. Gesundheitsämter). In manchen Bundesländern sind Hygienekontrolleure verbeamtet. Aus dem Beamtenrecht leitet sich die Berufsbezeichnung Hygieneinspektor ab, die von manchen Berufsverbänden (beispielsweise dem Bundesverband der Hygieneinspektoren) als Sammelbegriff für diese Berufsgruppe verwendet wird.

## Tätigkeit
Hygienekontrolleure haben im öffentlichen Gesundheitswesen spezielle Prüfungs- und Kontrollaufgaben. Die Aufgaben können je nach örtlichen Gegebenheiten unterschiedlich ausfallen. In dem Bereich Umwelthygiene überwachen Hygienekontrolleure insbesondere Trinkwasserversorgungsanlagen, Schwimmbäder und Badeseen und legen Maßnahmen zur Verhütung und Bekämpfung übertragbarer Krankheiten fest. Im Bereich Infektionsschutz werden meldepflichtige Infektionskrankheiten bearbeitet und ggfls. Maßnahmen zur Gefahrenabwehr eingeleitet. Außerdem werden sämtliche medizinische Einrichtungen wie z. B. Krankenhäuser, Pflegeeinrichtungen, Dialyseeinrichtungen, aber auch nicht-medizinische Einrichtungen wie z. B. Tätowierer, Piercer, Kosmetiker, Friseure und andere Einrichtungen und Betriebe kontrolliert, in denen die Gefahr besteht, dass z. B. durch Blut Krankheitserreger übertragen werden können (s. z. B. HygVO NRW).
Im Bereich der Wohnungshygiene werden Hygieneinspektoren sowie Hygienekontrolleure tätig, wenn z. B. Gesundheitsschädlinge auftreten und die Gefahr begründet ist, dass Infektionskrankheiten dadurch verbreitet werden. Hierzu können im Rahmen der Gefahrenabwehr Vollzugsmaßnahmen eingeleitet werden. Im Bereich Umwelteinflüsse, Raumluft und Schimmelpilze werden Hygieneinspektoren und Hygienekontrolleure beratend tätig.
Hygieneinspektoren und Hygienekontrolleure werde in den meisten Bundesländern zu Verwaltungsvollzugsbeamten ernannt (s. z. B. VollzBeaVO Niedersachsen). Bei der Überprüfung einer Einrichtung werden meist auch Messungen durchgeführt und Proben entnommen. Verstöße gegen angeordnete Maßnahmen zum Schutz vor gesundheitlichen Beeinträchtigungen werden verfolgt. Als Amtspersonen werden Hygieneinspektoren und Hygienekontrolleure hoheitlich tätig.
Ein besonderer Einsatzbereich ist außerdem die Überwachung des internationalen Schiffsverkehrs. Ausschließlich mit dieser Aufgabe betraut sind Hafenhygieneinspektoren in den Seehäfen von z. B. Hamburg, Bremerhaven und Kiel. Aber auch in anderen deutschen Häfen mit internationalem Schiffsverkehr entlang der Donau, des Rheins oder des Nord-Ostsee-Kanals wird diese Aufgabe durch Hygienekontrolleure wahrgenommen. Grundlage für diese Tätigkeit ist das Gesetz zur Durchführung der Internationalen Gesundheitsvorschriften.

## Ausbildung
Die Ausbildung ist nicht bundeseinheitlich geregelt und unterscheidet sich je nach Bundesland. In dreizehn Bundesländern erfolgt die Ausbildung einheitlich, da die Bundesländer Träger der Akademie für öffentliches Gesundheitswesen in Düsseldorf sind. Die dreijährige Ausbildung erfolgt in den Gesundheitsämtern und an der Akademie für öffentliches Gesundheitswesen in Düsseldorf. Eine Zweigstelle befindet sich in Berlin. Zugangsvoraussetzung ist eine zehnjährige, allgemeine Schulbildung.
Innerhalb der theoretischen Ausbildung an der Akademie werden Kenntnisse vermittelt zu den Gebieten:
- Allgemeine Berufs-, Verwaltungs- und Rechtskunde
- Gesundheits- und Umweltrecht
- Verhütung und Bekämpfung übertragbarer Krankheiten
- Hygiene und Überwachung von öffentlichen Einrichtungen
- Hygiene und Überwachung von Trink- und Badewasser sowie Abwasser
- Umweltbezogener Gesundheitsschutz
- vorbeugende Maßnahmen des Katastrophen- und Zivilschutzes
- Grundlagen epidemiologischer Erhebungen und Auswertungen

Ab Februar 2024 ist eine Verbeamtung in Niedersachsen wieder möglich.
In Bayern werden Hygienekontrolleure in einem zweijährigen Vorbereitungsdienst ausgebildet. Die Landratsämter, Regierungen oder kreisfreien Städte entsenden ihre angehenden Hygienekontrolleure an die Ausbildungszentren in München, Berlin, Gera oder Düsseldorf. Die Inhalte der Ausbildungen sind nicht bundeseinheitlich geregelt. An der Akademie für Gesundheit und Lebensmittelsicherheit in Bayern werden die Fächer wie folgt beschrieben:
- Gebiet 1: Recht, Verwaltung und Staatsbürgerkunde, Gesundheitsberichterstattung, Statistik
- Gebiet 2: Biologie, Mikrobiologie, Gesundheits- und Krankheitslehre
- Gebiet 3: Verhütung und Bekämpfung übertragbarer Krankheiten, Infektionsschutz, Epidemiologie
- Gebiet 4: Allgemeine Hygiene, Wasserhygiene und Auswirkungen von Umwelteinflüssen auf die Gesundheit
- Gebiet 5: Einführung in die psychologischen Grundlagen der Überwachungstätigkeit, insbesondere der Kommunikations- und Konfliktlösungstechniken

Die Länge der theoretischen Ausbildung variiert stark. Je nach Bundesland und Ausbildungsstätte liegt die Zahl der Unterrichtseinheiten zwischen 430 und 2200.
Die Ausbildung endet mit schriftlichen und mündlichen Prüfungen in den oben genannten Fächern. Eine erfolgreiche Prüfung ist in Bayern Voraussetzung für die Übernahme in das Beamtenverhältnis.

## Öffentlicher Dienst
Als Angestellte sind Hygienekontrolleure dem TVÖD oder TV-L zugeordnet und werden in der Regel in der Entgeltgruppe 9a eingruppiert.
Innerhalb der Beamtenlaufbahn – die im mittleren Dienst angesiedelt ist – werden verschiedene Eingruppierungsstufen durchlaufen. Die in dieser Tabelle als Beispiel aufgeführten Dienst-/Amtsbezeichnungen geben die Situation in Bayern wieder. Hierbei wurde bereits das neue Dienstrecht in Bayern, das ab 1. Januar 2011 in Kraft trat, zur Grundlage gemacht.
| Besoldungsgruppe | Dienstbezeichnung    | Qualifikationsebene* |
| ---------------- | -------------------- | -------------------- |
| A6               | Hygienesekretär      | 2. QE                |
| A7               | Hygieneobersekretär  | 2. QE                |
| A8               | Hygienehauptsekretär | 2. QE                |
| A9               | Hygieneinspektor     | 2. QE                |
| A10              | Hygieneoberinspektor | 3. QE                |
| A11              | Hygieneamtmann       | 3. QE                |

- 2. Qualifikationsebene bisher mittlerer Dienst / 3. Qualifikationsebene bisher gehobener Dienst